# Campionati dei quattro continenti di pattinaggio di velocità 2020
I campionati dei quattro continenti di pattinaggio di velocità 2020 sono stati la 1ª edizione della competizione organizzata dall'International Skating Union. Si sono svolti dal 31 gennaio 2020 al 2 febbraio 2020 a Milwaukee, negli Stati Uniti d'America

## Partecipanti
Hanno preso parte alle competizioni 58 pattinatori, in rappresentanza di 8 distinte nazioni.
- Argentina
- Australia
- Canada
- Cina
- Giappone

- Kazakistan
- Corea del Sud
- Stati Uniti
- Taipei cinese

## Podi

### Uomini
| Evento       | Oro                                       | Tempo   | Argento                                | Tempo   | Bronzo                                           | Tempo   |
| 500 m        | Kim Jun-ho                                | 34.59   | Alex Boisvert-Lacroix                  | 34.73   | Roman Krech                                      | 34.94   |
| 1000 m       | Koki Kubo                                 | 1:08.54 | Laurent Dubreuil                       | 1:08.54 | Kim Jin-su                                       | 1:08.84 |
| 1500 m       | Kim Min-seok                              | 1:44.56 | Jess Neufeld                           | 1:45.99 | Jake Weidemann                                   | 1:46.49 |
| 5000 m       | Vitaliy Schigolev                         | 6:19.33 | Dmitry Morozov                         | 6:19.48 | Emery Lehman                                     | 6:23.29 |
| Team pursuit | Hayden Mayeur Kaleb Muller Jake Weidemann | 3:44.36 | Chung Jae-won Kim Min-seok Um Cheon-ho | 3:47.62 | Demyan Gavrilov Dmitry Morozov Vitaliy Schigolev | 3:47.90 |
| Team sprint  | Cha Min-kyu Kim Jin-su lKim Jun-ho        | 1:21.08 | Hou Kaibo Wang Haotian Xu Fu           | 1:21.35 | Alexander Klenko Roman Krech Stanislav Palkin    | 1:21.41 |
| Mass start   | Um Cheon-ho                               | 64 pts  | Chung Jae-won                          | 41 pts  | Ian Quinn                                        | 21 pts  |

### Donne
| Evento       | Oro                                              | Tempo   | Argento                                   | Tempo   | Bronzo                               | Tempo   |
| 500 m        | Kim Min-sun                                      | 38.41   | Brooklyn McDougall                        | 38.53   | Kim Hyun-yung                        | 38.55   |
| 1000 m       | Brianna Bocox                                    | 1:15.53 | Rio Yamada                                | 1:16.02 | Mia Kilburg                          | 1:16.04 |
| 1500 m       | Brianna Bocox                                    | 1:57.17 | Nadezhda Morozova                         | 1:57.89 | Park Ji-woo                          | 1:58.44 |
| 3000 m       | Mia Kilburg                                      | 4:07.00 | lNadezhda Morozova                        | 4:07.80 | Nana Takahashi                       | 4:11.00 |
| Team pursuit | Brianna Bocox Mia Kilburg Paige Schwartzburg     | 3:02.55 | Lindsey Kent Maddison Pearman Alexa Scott | 3:08.60 | Adake Ahena Er Chen Xiangyu Ma Yuhan | 3:14.15 |
| Team sprint  | Noémie Fiset Maddison Pearman Brooklyn McDougall | 1:29.82 | Kim Hyun-yung Kim Min-ji Kim Min-sun      | 1:30.70 | Chen Xiangyu Lin Xue Zhang Lina      | 1:33.38 |
| Mass start   | Mia Kilburg                                      | 65 pts  | Kim Bo-reum                               | 40 pts  | Park Ji-woo                          | 22 pts  |

## Medagliere
| Posiz. | Nazione       | Oro | Argento | Bronzo | Totale |
| ------ | ------------- | --- | ------- | ------ | ------ |
| 1      | Corea del Sud | 5   | 4       | 4      | 13     |
| 2      | Stati Uniti   | 5   | 0       | 3      | 8      |
| 3      | Canada        | 2   | 5       | 1      | 8      |
| 4      | Kazakistan    | 1   | 3       | 3      | 7      |
| 5      | Giappone      | 1   | 1       | 1      | 3      |
| 6      | Cina          | 0   | 1       | 2      | 3      |
| Totale | Totale        | 14  | 14      | 14     | 42     |